# L'amour est un chien de l'enfer (Bukowski)
Pour les articles homonymes, voir L'amour est un chien de l'enfer.
L'amour est un chien de l'enfer (titre original : Love Is a Dog from Hell) est un recueil de poèmes écrits par Charles Bukowski entre 1974 et 1977, parus en un seul volume chez Black Sparrow Books en 1977. Sa traduction française est parue aux éditions Le Sagittaire en deux tomes en 1978,.